# Tranås GK
Tranås GK är en golfklubb i Småland.
Klubben bildades 3 maj 1952. Mark arrenderades av greve Hamilton och Tranås stad. 1954 byggdes banan ut till 9 hål. 1978 byggdes ytterligare 9 hål och banan har nu 18 hål. 2007 öppnades en korthålsbana med 9 hål.

## Stiga Open / OEM Invitational
Tranås GK har under många år arrangerat en proffstävling. Under åren 1983 till 1993 ingick denna i Telia Tour, men 1999 gjordes tävlingen om till en inbjudningstävling där första rundan spelas som en PRO-AM.

### Stiga Open
- 1983 Henrik Andersson
- 1984 Björn Ljunggren
- 1985 Urban Sundberg
- 1986 Peter Åhlen
- 1987 Daniel Westermark
- 1988 Claes Hultman
- 1989 Thomas Nilsson
- 1990 Mats Hallberg
- 1991 Mats Hallberg
- 1992 Pierre Fulke
- 1993 Pierre Fulke

### OEM Invitational
- 1999 Patrik Gottfridsson
- 2000 Joakim Rask
- 2001 Fredrik Widmark
- 2002 Christian Pettersson
- 2003 Joakim Rask
- 2004 Henrik Allenbrant
- 2005 Henrik Allenbrant
- 2006 Yngve Nilsson
- 2007 Peter Grimfjord